# Lerista robusta
Lerista robusta — вид сцинкоподібних ящірок родини сцинкових (Scincidae). Ендемік Австралії.

## Поширення і екологія
Lerista robusta відомі з типової місцевості, розташованої в горах Сент-Джордж у внутрішніх районах регіону Кімберлі у Західній Австралії.